# Euphyia luxuriata
Euphyia luxuriata là một loài bướm đêm trong họ Geometridae.